# Isole dell'America meridionale
Questa pagina è una lista delle isole dell'America meridionale che superano i 500 km² di superficie. Sono incluse le isole al largo delle coste dell'America che vanno dalla Terra del Fuoco, comprendendo le Isole dell'Atlantico Meridionale, fino all'Istmo di Darién, che segna il confine tra America meridionale e America centrale. Le isole dei Caraibi sono considerate come parte dell'America centrale, ad eccezione di quelle appartenenti allo Stato di Trinidad e Tobago.

## Isole oltre 500 km²
| Posizione | Nome                               | Area (km²) | Nazione           |
| --------- | ---------------------------------- | ---------- | ----------------- |
| 1         | Isola Grande della Terra del Fuoco | 47.401     | Argentina e Cile  |
| 2         | Chiloé                             | 8.477      | Cile              |
| 3         | Wellington                         | 5.555      | Cile              |
| 4         | Trinidad                           | 5.008      | Trinidad e Tobago |
| 5         | Isabela                            | 4.711      | Ecuador           |
| 6         | Santa Inés                         | 3.687      | Cile              |
| 7         | Magdalena                          | 2.024      | Cile              |
| 8         | Desolación                         | 1.351      | Cile              |
| 9         | Dawson                             | 1.290      | Cile              |
| 10        | Campana                            | 1.187      | Cile              |
| 11        | Aracena                            | 1.164      | Cile              |
| 12        | Clarence                           | 1.110      | Cile              |
| 13        | Little Wellington                  | 1.062      | Cile              |
| 14        | Madre de Dios                      | 1.042      | Cile              |
| 15        | Santa Cruz                         | 979        | Ecuador           |
| 16        | Margarita                          | 956        | Venezuela         |
| 17        | Melchor                            | 863        | Cile              |
| 18        | Hanover                            | 811        | Cile              |
| 19        | Prat                               | 760        | Cile              |
| 20        | Chatham                            | 696        | Cile              |
| 21        | Londonderry                        | 643        | Cile              |
| 22        | Fernandina                         | 628        | Ecuador           |
| 23        | Contreras                          | 625        | Cile              |
| 24        | Benjamín                           | 618        | Cile              |
| 25        | Gordon                             | 591        | Cile              |
| 26        | San Salvador                       | 576        | Ecuador           |
| 27        | Patricio Lynch                     | 560        | Cile              |
| 28        | San Cristóbal                      | 546        | Ecuador           |
| 29        | Jorge Montt                        | 536        | Cile              |
| 30        | Mornington                         | 528        | Cile              |
| 31        | Isola del Duca di York             | 522        | Cile              |
| 32        | Traiguen                           | 520        | Cile              |
| 33        | Esmeralda                          | 515        | Cile              |
| 34        | Isola degli Stati                  | 500        | Argentina         |